# Часнівці
Часні́вці — село в Україні, у Козелецькій селищній громаді Чернігівського району Чернігівської області. Населення становить 506 осіб. До 2016 орган місцевого самоврядування — Берлозівська сільська рада.

## Історія
12 червня 2020 року, відповідно до розпорядження Кабінету Міністрів України № 730-р «Про визначення адміністративних центрів та затвердження територій територіальних громад Чернігівської області», увійшло до складу Козелецької селищної громади.
19 липня 2020 року, в результаті адміністративно - територіальної реформи та ліквідації Козелецького району, село увійшло до складу Чернігівського району Чернігівської області.

## Політика

### Парламентські вибори, 2019
На позачергових парламентських виборах 2019 року у селі функціонували 2 окремі виборчі дільниці № 740242 і 740243, розташовані у приміщенні клубу і геріатричного пансіонату, відповідно.
Результати
- зареєстровано 375 виборців, явка 85,87%, найбільше голосів віддано за «Слугу народу» — 35,63%, за Всеукраїнське об'єднання «Батьківщина» — 30,31%, за Радикальну партію Олега Ляшка — 9,38%[4]. В одномандатному окрузі найбільше голосів отримав Сергій Коровченко (самовисування) — 48,91%, за Бориса Приходька (самовисування) — 17,52%, за Дмитра Пахомова (Слуга народу) — 9,49%[5].

## Населення

### Мова
Розподіл населення за рідною мовою за даними перепису 2001 року:
| Мова            | Кількість | Відсоток |
| --------------- | --------- | -------- |
| українська      | 611       | 97.76%   |
| російська       | 10        | 1.60%    |
| вірменська      | 1         | 0.16%    |
| румунська       | 1         | 0.16%    |
| інші/не вказали | 2         | 0.32%    |
| Усього          | 625       | 100%     |